# 이리자리
이리자리(Lupus [ˈljuːpəs])는 남쪽 하늘의 별자리이다. 센타우루스자리와 전갈자리 사이에서 찾을 수 있다.
이 별자리는 북위 35도 이남에서 잘 보이기 때문에 대한민국에서는 제주도와 남해안 일대가 아니면 보기 힘들다.

## 특징
이리자리에는 특별히 밝은 별은 없지만 6등급 이상은 다중성을 포함하여 70개 정도 있다. 별자리를 이루는 별들에 붙여진 이름은 그다지 많지 않다.

## 별과 천체
- 이리자리 α별 (α Lupi): '멘(Men)'이라 한다. 이리자리에서 가장 밝은 별이며, 청색 거성이다.
- 이리자리 β별: '케 코우안(Ke Kouan)'이라 부른다.

### 어두운 천체들
- NGC 5824, NGC 5986: 구상성단으로, 이리자리 북쪽 부분에 위치한다.
- B 228: NGC 5824 부근의 암흑성운이다.
- NGC 5822, NGC 5749: 산개성단으로, 이리자리 남쪽 부분에 위치한다.
- IC 4406: 울프-라이에(Wolf-Rayet) 행성상성운으로, 그 중심에는 현존하는 가장 온도가 높은 부류의 별이 있다.
- NGC 5882: 행성상성운이다. 별자리의 중심 부근에 있다.
- Lupus-TR-3b: Lupus-TR-3을 공전하는 외계 행성이다.

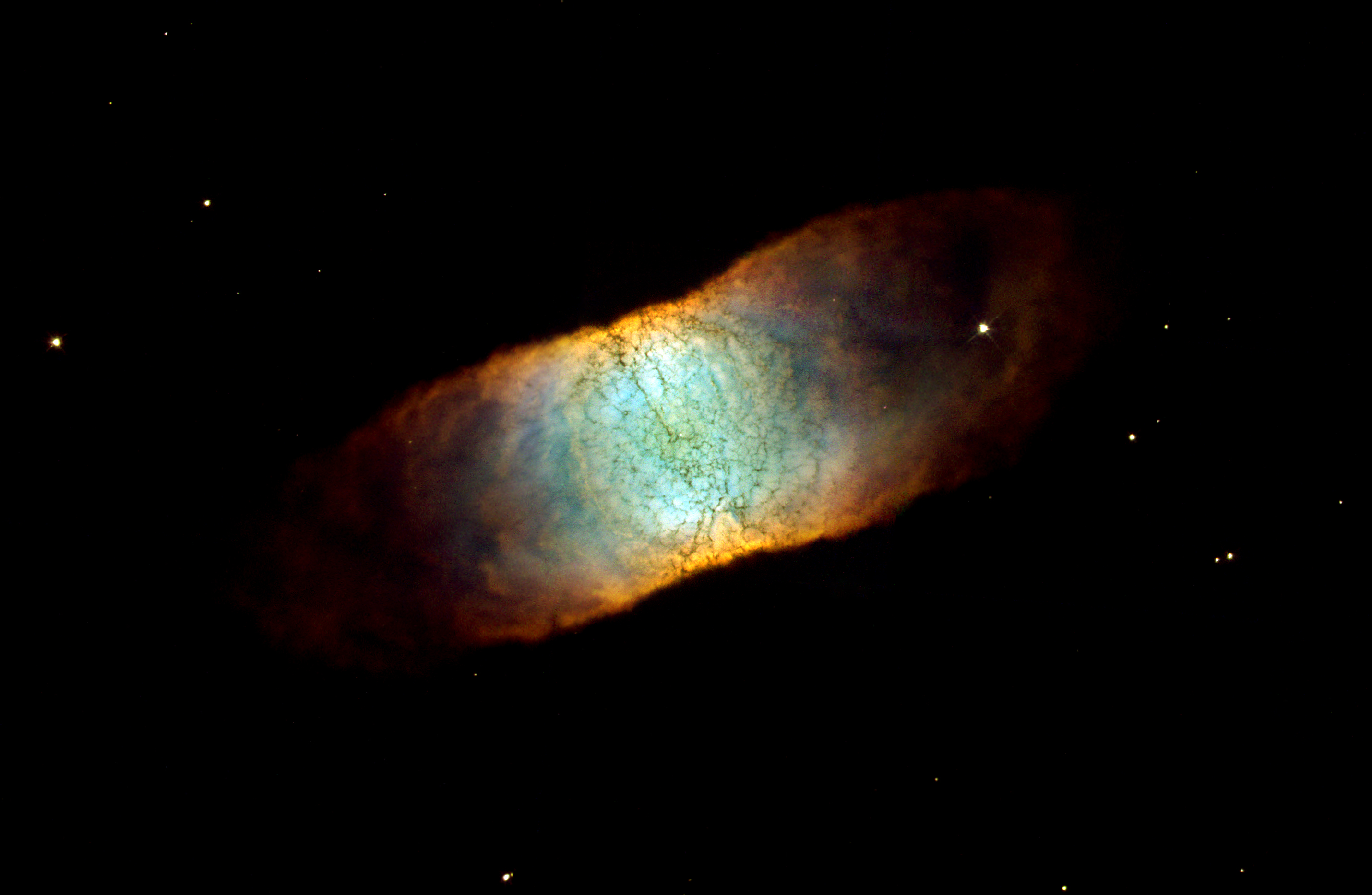
IC 4406 행성상성운
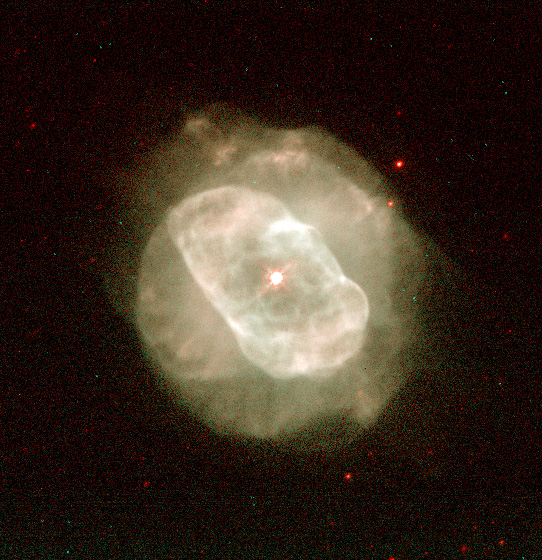
NGC 5882 행성상성운

## 신화와 역사

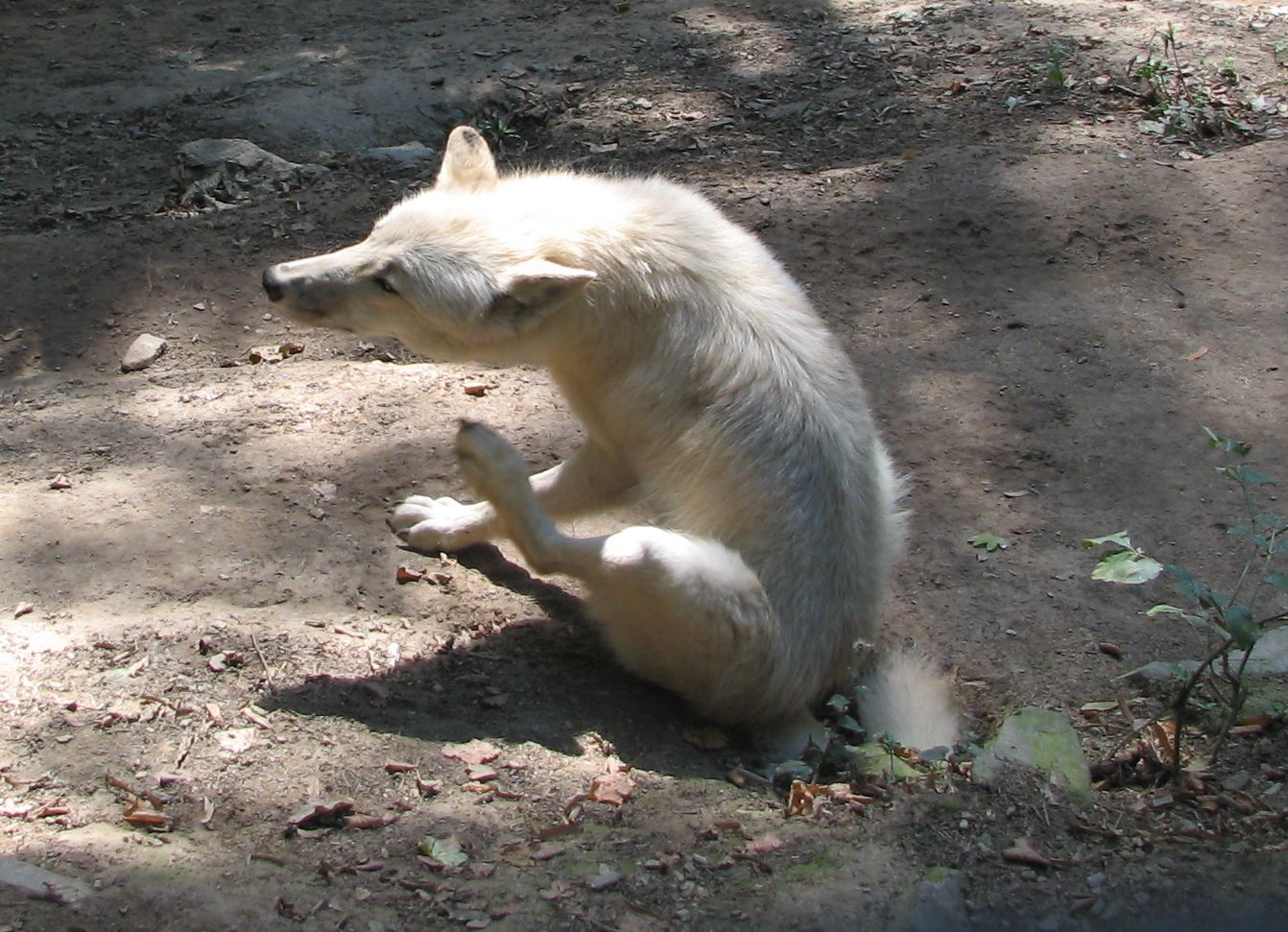
늑대 (Canis lupus)

이리자리는 프톨레마이오스의 48개 별자리에 속했으며, 현대 88개 별자리에 포함되었다.
이리자리는 명확한 신화가 없다. 하지만, 제우스의 분노를 사 이리로 변한 리카온 왕과 관련지어지기도 한다. 이 별자리는 기원전 200년경에 비티니아의 히파르코스가 이름을 붙이기 전까지는 센타우루스자리로부터 분리되지 않았다. 그 전까지는 센타우루스에게 잡힌 짐승으로 여겼다.

## 같이 보기
- 토끼자리
- 살쾡이자리
- 여우자리
- 센타우루스자리